# Bandikui
Bandikui es una ciudad del distrito de Dausa, en el estado indio de Rayastán.

## Geografía
Bandikui está localizada en 27°03′N 76°34′E / 27.05, 76.57. Tiene una altitud media de 280 metros.

## Demografía
Según el censo de 2001, Bandikui tiene una población de 16 292 habitantes. Los individuos del sexo masculino constituyen el 53 % de la población y los del sexo femenino el 47 %. Bandikui tiene una tasa de alfabetización de 73 %, superior a la media nacional de 59,5 %; con un 60 % para el sexo masculino y un 40 % para el sexo femenino. El 13 % de la población está por debajo de los 6 años de edad.